# Гуавьяре

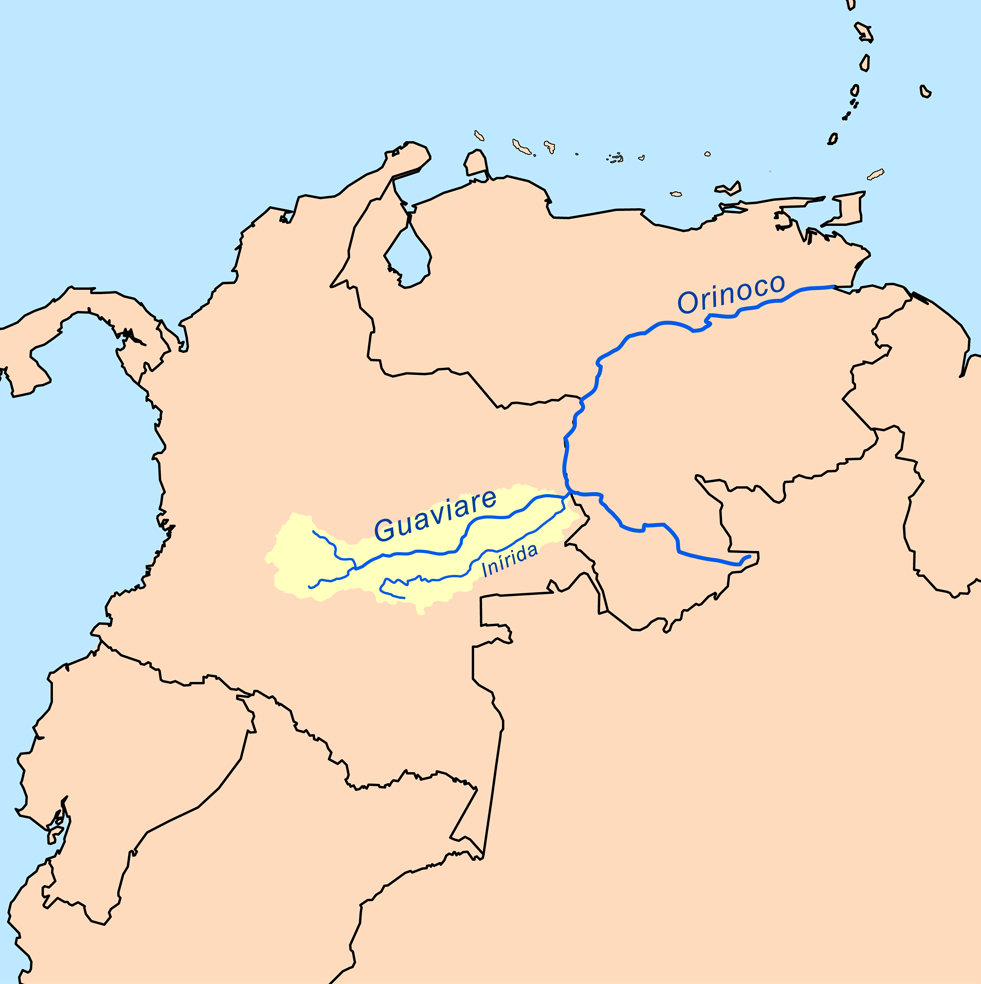
Бассейн реки Гуавьяре

Гуавья́ре (исп. Río Guaviare) — река в Колумбии и Венесуэле, левый приток реки Ориноко. Образуется слиянием Аръяри и Гуаяберо.
Длина реки составляет 1497 километров, её бассейн охватывает площадь в 140000 км². Средний объем протекающей воды составляет около 8200 м³/с. Имеет ряд притоков, главный из которых — река Инирида. Судоходна на 630 км (391 миль) от её общей длины.
К бассейну Гуавьяре относится река Каньо-Кристалес.
Найденную в национальном парке Чирибикете на скальном массиве Серранья-Ла-Линдоса (Serranía La Lindosa) крупнейшую коллекцию наскальной живописи в тропических лесах Амазонки назвали «Сикстинская капелла древних времён» («the Sistine Chapel of the ancients»). На одной из скал было найдено изображение мастодонта, вымершего в Южной Америке как минимум 12 тыс. лет назад. Для трёх скальных убежищ получены калиброванные датировки между ~12 600 и ~11 800 лет до настоящего времени.